# Dorfkirche Stendell

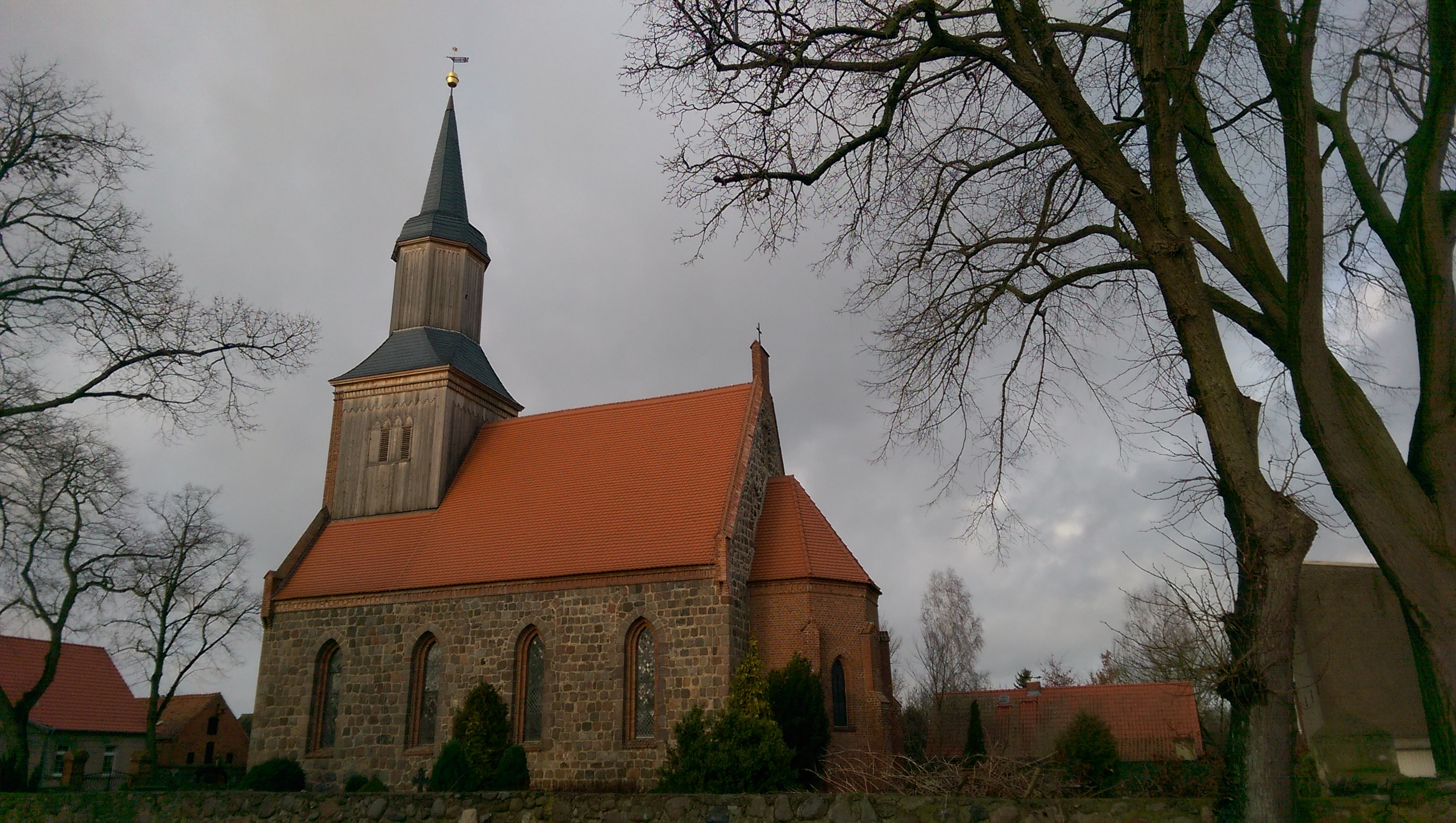
Dorfkirche Stendell

Die evangelische, denkmalgeschützte Dorfkirche Stendell steht in Stendell, einem Ortsteil der Stadt Schwedt/Oder im Landkreis Uckermark von Brandenburg. Die Kirche gehört zum Kirchenkreis Uckermark der Evangelischen Kirche Berlin-Brandenburg-schlesische Oberlausitz.

## Beschreibung
Die Feldsteinkirche wurde in der zweiten Hälfte des 13. Jahrhunderts gebaut und 1876 in neugotischen Formen ergänzt. Im Rahmen des Umbaus entstanden die von Strebepfeilern gestützte polygonale Apsis aus Backsteinen im Osten und der aus gespaltenen Feldsteinen erstellte westliche Teil des Kirchenschiffs, den ein Backsteingiebel abschließt. Ein ebenfalls aus Backsteinen errichteter Vorbau mit einem Staffelgiebel im Westen enthält das spitzbogige Portal. Auf dem Satteldach des Langhauses erhebt sich im Westen ein hölzerner quadratischer Dachturm mit achtseitigem Aufsatz, der mit einer schiefergedeckten Glockenhaube bedeckt ist. Die erneuerten Fenster im Langhaus erhielten gestufte Gewände aus Backsteinen.
Die Kirchenausstattung ist einheitlich 1876 entstanden. Die Orgel wurde 1841 von einem unbekannten Orgelbauer erbaut.